# 吉野純雄
吉野 純雄（よしの すみお）は、日本の小説家、官能小説家。十代前半の少女をヒロインにした性描写を描く、「ロリータもの」作家。
2007年発表の「純白美少女」を最後に、2021年まで断筆。後に、編集者が勝手に最後の数行をカットしたばかりか、句読点などもいじっていたことが発覚している。その後、DMMでの電子書籍を発行するに当たって追記を行い、完成版にさせた。
2021年、断筆から実に14年ぶりの新作を発行。以降、現在に至るまでDMM（FANZA）ブックスで販売する自身の過去作の加筆修正に専念している。

## 著書
- 妹の秘蜜（ハニー） マドンナメイト 1987.6
- 父（パパ）が愛人 光文社CR文庫 1987.9
- 桃色のロリータ マドンナメイト 1988.1
- ロリータ 桃色日記 マドンナメイト 1989.3
- 淫らな宿題 マドンナメイト 1989.9
- ロリータ淫交指導 マドンナメイト 1990.12
- ロリータ「半熟の味」 マドンナメイト 1991.12
- ロリータ 木綿（コットン）の生肌着 マドンナメイト 1992.8
- 幼蕾（ロリータ）しゃぶり マドンナメイト 1993.7
- 十二歳 過敏な乳頭 マドンナメイト 1994.1
- 十二歳 微熱体験 マドンナメイト 1994.10
- 十四歳 下半身の微熱（しめり） マドンナメイト 1994.6
- 相姦 十二歳の半熟調べ - うす桃色の乳輪しゃぶり マドンナメイト 1995.8
- ロリータ 木綿の味比べ マドンナメイト 1995.11
- 十二歳 わいせつな粘膜（ぬめり） マドンナメイト 1995.1　※ストーリーを一部変更した「梨花子～禁断の少女愛～」もある。こちらは電子書籍限定。
- ロリータ 姉妹の微熱（ぬくもり） - 蜜液まみれの木綿下着 マドンナメイト 1996.4
- 半熟わいせつ異物体験 マドンナメイト 1996.9
- ロリータ 生下着の微熱 マドンナメイト 1997.2
- 木綿のいけない失禁（おもらし）体験 マドンナメイト 1997.6
- 双子のロリータ いけない産毛しゃぶり マドンナメイト 1997.10
- マジカル・エクスタシー 美少女イリュージョン 蒼竜ノベルス 1997.6
- 同級生 半熟の乳頭嫐（あさ）り マドンナメイト 1998.2
- ロリータ 剥きたての肉蕾（しこり） マドンナメイト 1998.12
- 半熟 同級生の乳芯検査（しぼり） マドンナメイト 1998.6
- 半熟少女 催淫の乳頭検査 マドンナメイト 1999.11
- ロリータ 過敏な花唇（はなびら）めくり マドンナメイト 1999.6
- 半熟の花芯 秘密の喪失儀式 マドンナメイト 2000.8
- 半熟少女 過敏な肉蕾いじり マドンナメイト 2000.11
- 美少女図鑑 半熟の肉蕾（つぼみ）調べ マドンナメイト 2000.3
- 半熟の乳頭検査 恥じらい十二歳 マドンナメイト 2001.9
- 半熟少女 密室の凌辱人形 マドンナメイト 2001.5
- 美少女 敏感な半熟乳頭 マドンナメイト 2002.6
- 美少女と女教師 半熟の課外授業 マドンナメイト 2002.11
- 美少女 秘密の花芯いじり マドンナメイト 2002.3
- 少女・美奈の半熟検査 マドンナメイト 2003.2
- 可憐な悪戯 マドンナメイト・スペシャル 2003.5
- 少女・麻莉絵の喪失記念日 マドンナメイト 2003.12
- わたしの先生 美少女個人レッスン マドンナメイト 2004.5
- 美少女 アイドル養成裏レッスン マドンナメイト 2004.10
- 微熱の疼き マドンナメイト 2005.4
- 美少女物語 マドンナメイト 2005.10
- 美少女症候群（シンドローム） マドンナメイト 2006.2
- わたしの夏休み 初めての体験 マドンナメイト 2006.9
- 純白美少女 マドンナメイト 2007.2
- 黒髪の媚少女 マドンナメイト 2021.11